# Kråkskär (Kumlinge, Åland)
Kråkskär är en ö i Åland (Finland). Den ligger i Skärgårdshavet och i kommunen Kumlinge i landskapet Åland, i den sydvästra delen av landet. Ön ligger omkring 51 kilometer nordöst om Mariehamn och omkring 230 kilometer väster om Helsingfors.
Öns area är 12 hektar och dess största längd är 0,7 kilometer i sydöst-nordvästlig riktning.